# Bit menos significativo
En computación, el bit menos significativo (LSB o Least Significant Bit, en sus siglas en inglés) es la posición de bit en un número binario que tiene el menor valor (el situado más a la derecha). En ocasiones, se hace referencia al LSB como el bit del extremo derecho.
Refiriéndose a los bits específicos dentro de un número binario, de acuerdo a su posición, a cada bit se le asigna un número de bit, creando un rango que de derecha a izquierda va desde cero a n (dependiendo del número de bits del número).
El LSB, escrito en mayúsculas, puede también significar "Byte Menos Significativo" (Least Significant Byte). En una representación numérica de múltiples bytes, el LSB es el byte de menor peso. Dependiendo de si el procesador es little endian o big endian, el byte más significativo se almacenará, respectivamente, en la posición más baja o en la posición más alta de la memoria (de allí el significado de little y big endian).